# Trimeresurus salazar
Trimeresurus salazar – gatunek węża z podrodziny grzechotników (Crotalinae) w obrębie rodziny żmijowatych (Viperidae). Zasiedla tereny północno-wschodnich Indii (stany Sikkim, Nagaland, Meghalaya, Asam, Arunachal Pradesh, Manipur, Mizoram i Tripura), ale jego zasięg występowania może być szerszy.
Ubarwiony zielono gatunek leśny. Wykazuje podobieństwo do T. septentrionalis, T. insularis i T. albolabris, wyróżniając się m.in. liczbą zębów, kształtem półprącia i pomarańczowym pasem na głowie samców.
Miejsce typowe znajduje się na peryferiach Pakke Tiger Reserve, 1,19 km na północ od miejscowości Seijosa w dystrykcie East Kameng w zachodniej części Arunachal Pradesh, na wysokości 172 m n.p.m. (współrzędne 26°58′07,6″N 93°00′50,3″E/26,968790 93,013984).
Epitet gatunkowy pochodzi od Salazara Slytherina – jednego z założycieli fikcyjnej Szkoły Magii i Czarodziejstwa w Hogwarcie w serii powieści Harry Potter J.K. Rowling; był on był wężousty, czyli potrafił porozumiewać się z wężami.